# Campeonato Mundial de Atletismo Júnior de 2010 - Salto triplo feminino
A prova do salto triplo feminino do Campeonato Mundial de Atletismo Júnior de 2010 ocorreu entre os dias 21 e 22 de julho em Moncton, no Canadá. 

## Recordes
Antes desta competição, os recordes mundiais e do campeonato nesta prova eram os seguintes:
|     | Nome            | Nacionalidade | Distância | Local  | Data                 |
| --- | --------------- | ------------- | --------- | ------ | -------------------- |
| WJR | Tereza Marinova | Bulgária      | 14.62 m   | Sydney | 25 de agosto de 1996 |
| CR  | Tereza Marinova | Bulgária      | 14.62 m   | Sydney | 25 de agosto de 1996 |

## Medalhistas
| Ouro                     | Prata              | Bronze           |
| Dailenis Alcántara (CUB) | Laura Samuel (GBR) | Deng Linuo (CHN) |

## Cronograma
Todos os horários são locais (UTC-4).
| Data        | Hora  | Evento       |
| ----------- | ----- | ------------ |
| 21 de julho | 10:10 | Qualificação |
| 22 de julho | 20:00 | Final        |

## Resultados

### Qualificação
A qualificação se iniciou no dia 21 de julho ás 10:10. 
Grupo A
| Posição | Atleta                 | Nacionalidade | Tentativas          | Tentativas          | Tentativas          | Resultados          | Notas |
| Posição | Atleta                 | Nacionalidade | 1                   | 2                   | 3                   | Resultados          | Notas |
| ------- | ---------------------- | ------------- | ------------------- | ------------------- | ------------------- | ------------------- | ----- |
| 1       | Maja Bratkic           | Eslovênia     | 13.45 (w: +1.3 m/s) | -                   | -                   | 13.45 (w: +1.3 m/s) | Q     |
| 2       | Valeriya Kanatova      | Uzbequistão   | 13.36 (w: +1.3 m/s) | -                   | -                   | 13.36 (w: +1.3 m/s) | Q     |
| 3       | Neele Eckhardt         | Alemanha      | 12.92 (w: +0.3 m/s) | 13.13 (w: +0.4 m/s) | x                   | 13.13 (w: +0.4 m/s) | q     |
| 4       | Kristiina Mäkelä       | Finlândia     | x                   | 13.02 (w: +1.2 m/s) | 13.07 (w: +1.1 m/s) | 13.07 (w: +1.1 m/s) | q     |
| 5       | Laura Samuel           | Reino Unido   | x                   | 12.98 (w: +0.1 m/s) | x                   | 12.98 (w: +0.1 m/s) | q     |
| 5       | Gayathri Govindharaj   | Índia         | x                   | x                   | 12.98 (w: +1.3 m/s) | 12.98 (w: +1.3 m/s) | q     |
| 7       | Olga Salomatina        | Rússia        | 12.69 (w: +0.6 m/s) | 12.75 (w: -1.1 m/s) | 12.78 (w: +0.3 m/s) | 12.78 (w: +0.3 m/s) |       |
| 8       | Andreea Todereanu      | Roménia       | 12.65 (w: +0.2 m/s) | 11.13 (w: +0.4 m/s) | x                   | 12.65 (w: +0.2 m/s) |       |
| 9       | Aleksandra Holub       | Ucrânia       | 12.57 (w: NWI)      | 12.07 (w: -0.7 m/s) | x                   | 12.57 (w: NWI)      |       |
| 10      | Bianca dos Santos      | Brasil        | 12.52 (w: +0.1 m/s) | x                   | 12.30 (w: -0.8 m/s) | 12.52 (w: +0.1 m/s) |       |
| 11      | Anastasía Foutsitzídou | Grécia        | 11.62 (w: -1.2 m/s) | 11.89 (w: +0.2 m/s) | 12.47 (w: +1.5 m/s) | 12.47 (w: +1.5 m/s) |       |
| 12      | Bae Chan-Mi            | Coreia do Sul | 12.45 (w: +1.3 m/s) | x                   | x                   | 12.45 (w: +1.3 m/s) |       |
| 13      | Giselly Landázury      | Colômbia      | 11.48 (w: 0.0 m/s)  | 12.07 (w: -1.8 m/s) | 12.05 (w: -0.6 m/s) | 12.07 (w: -1.8 m/s) |       |
| 14      | Bojana Vukovic         | Sérvia        | 12.05 (w: +0.2 m/s) | 12.04 (w: -0.7 m/s) | 11.95 (w: +0.2 m/s) | 12.05 (w: +0.2 m/s) |       |

Grupo B
| Posição | Atleta                  | Nacionalidade  | Tentativas          | Tentativas          | Tentativas          | Resultados          | Notas |
| Posição | Atleta                  | Nacionalidade  | 1                   | 2                   | 3                   | Resultados          | Notas |
| ------- | ----------------------- | -------------- | ------------------- | ------------------- | ------------------- | ------------------- | ----- |
| 1       | Dailenis Alcántara      | Cuba           | 13.58 (w: +1.6 m/s) | -                   | -                   | 13.58 (w: +1.6 m/s) | Q     |
| 2       | Deng Linuo              | China          | 13.35 (w: NWI)      | -                   | -                   | 13.35 (w: NWI)      | Q     |
| 3       | Andrea Geubelle         | Estados Unidos | 13.02 (w: +0.9 m/s) | 12.58 (w: -0.2 m/s) | 12.46 (w: 0.0 m/s)  | 13.02 (w: +0.9 m/s) | q     |
| 4       | Mégane Beaufour         | França         | 12.48 (w: NWI)      | 13.00 (w: +0.2 m/s) | 12.81 (w: 0.0 m/s)  | 13.00 (w: +0.2 m/s) | q     |
| 5       | Tatiana Cicanci         | Moldávia       | 12.86 (w: +0.7 m/s) | 12.72 (w: -0.5 m/s) | 12.97 (w: -0.5 m/s) | 12.97 (w: -0.5 m/s) | q     |
| 6       | Kateryna Kravchenko     | Ucrânia        | 12.85 (w: +0.7 m/s) | 12.77 (w: +0.3 m/s) | 12.48 (w: +0.4 m/s) | 12.85 (w: +0.7 m/s) | q     |
| 7       | Yana Borodina           | Rússia         | 12.74 (w: +0.1 m/s) | 12.85 (w: -0.7 m/s) | 12.75 (w: +0.1 m/s) | 12.85 (w: -0.7 m/s) |       |
| 8       | Kristin Franke-Björkman | Suécia         | x                   | 12.76 (w: -1.5 m/s) | 12.64 (w: -0.4 m/s) | 12.76 (w: -1.5 m/s) |       |
| 9       | Gabriela Petrova        | Bulgária       | 12.45 (w: +0.1 m/s) | 12.71 (w: +0.4 m/s) | 12.74 (w: +0.4 m/s) | 12.74 (w: +0.4 m/s) |       |
| 10      | Yekaterina Ektova       | Cazaquistão    | 12.74 (w: -0.1 m/s) | 12.42 (w: +1.1 m/s) | 12.62 (w: +0.8 m/s) | 12.74 (w: -0.1 m/s) |       |
| 11      | Santa Matule            | Letónia        | 12.57 (w: -0.3 m/s) | x                   | 12.65 (w: +0.2 m/s) | 12.65 (w: +0.2 m/s) |       |
| 12      | Caroline Ehrhardt       | Canadá         | x                   | 12.47 (w: +0.4 m/s) | 12.50 (w: -0.2 m/s) | 12.50 (w: -0.2 m/s) |       |
| 13      | Fenja Hublitz           | Alemanha       | x                   | 12.11 (w: -0.8 m/s) | 12.35 (w: -1.0 m/s) | 12.35 (w: -1.0 m/s) |       |
| 14      | Yudelsy González        | Venezuela      | x                   | 12.27 (w: -0.4 m/s) | 12.07 (w: -0.2 m/s) | 12.27 (w: -0.4 m/s) |       |

### Final
A prova final foi realizada no dia 22 de julho ás 20:00. 
| Posição           | Atleta               | Nacionalidade  | Tentativas            | Tentativas            | Tentativas            | Tentativas          | Tentativas          | Tentativas          | Resultados            | Notas |
| Posição           | Atleta               | Nacionalidade  | 1                     | 2                     | 3                     | 4                   | 5                   | 6                   | Resultados            | Notas |
| ----------------- | -------------------- | -------------- | --------------------- | --------------------- | --------------------- | ------------------- | ------------------- | ------------------- | --------------------- | ----- |
| Medalha de ouro   | Dailenis Alcántara   | Cuba           | 13.76 w (w: +2.7 m/s) | 13.81 (w: +0.8 m/s)   | 14.09 (w: +2.0 m/s)   | 13.73 (w: +1.1 m/s) | 13.82 (w: +0.7 m/s) | 13.77 (w: +1.2 m/s) | 14.09 (w: +2.0 m/s)   |       |
| Medalha de prata  | Laura Samuel         | Reino Unido    | x                     | 13.49 (w: +1.7 m/s)   | 13.57 (w: +1.4 m/s)   | 13.75 (w: +0.9 m/s) | 13.66 (w: +0.8 m/s) | x                   | 13.75 (w: +0.9 m/s)   |       |
| Medalha de bronze | Deng Linuo           | China          | 13.31 (w: +1.5 m/s)   | 13.72 (w: +1.8 m/s)   | 13.51 (w: +1.7 m/s)   | 13.20 (w: +0.9 m/s) | 13.58 (w: +1.1 m/s) | 13.16 (w: +1.3 m/s) | 13.72 (w: +1.8 m/s)   |       |
| 4                 | Valeriya Kanatova    | Uzbequistão    | 13.44 (w: +1.7 m/s)   | 13.43 (w: +1.7 m/s)   | 13.24 (w: +0.8 m/s)   | 13.22 (w: +1.2 m/s) | 13.33 (w: +0.7 m/s) | 13.68 (w: +1.2 m/s) | 13.68 (w: +1.2 m/s)   |       |
| 5                 | Maja Bratkic         | Eslovênia      | 13.32 w (w: +2.4 m/s) | 13.54 (w: +1.3 m/s)   | 13.42 w (w: +2.1 m/s) | 13.65 (w: +1.3 m/s) | 13.35 (w: +1.3 m/s) | 13.38 (w: +0.5 m/s) | 13.65 (w: +1.3 m/s)   |       |
| 6                 | Gayathri Govindharaj | Índia          | 12.56 w (w: +2.4 m/s) | 13.29 w (w: +3.6 m/s) | 13.02 (w: +1.8 m/s)   | 13.07 (w: +0.9 m/s) | x                   | -                   | 13.29 w (w: +3.6 m/s) |       |
| 7                 | Kristiina Mäkelä     | Finlândia      | 13.13 w (w: +3.4 m/s) | 13.01 w (w: +2.5 m/s) | 13.26 (w: +1.4 m/s)   | x                   | x                   | 12.84 (w: +1.3 m/s) | 13.26 (w: +1.4 m/s)   |       |
| 8                 | Neele Eckhardt       | Alemanha       | x                     | 12.91 w (w: +2.1 m/s) | x                     | 12.22 (w: +1.6 m/s) | 12.56 (w: +0.9 m/s) | 12.50 (w: +1.5 m/s) | 12.91 w (w: +2.1 m/s) |       |
|                   |                      |                |                       |                       |                       |                     |                     |                     |                       |       |
| 9                 | Andrea Geubelle      | Estados Unidos | 12.71 (w: +2.0 m/s)   | 12.87 (w: +1.3 m/s)   | 11.33 (w: +1.7 m/s)   |                     |                     |                     | 12.87 (w: +1.3 m/s)   |       |
| 10                | Kateryna Kravchenko  | Ucrânia        | x                     | 12.66 (w: +2.0 m/s)   | 12.58 (w: +0.9 m/s)   |                     |                     |                     | 12.66 (w: +2.0 m/s)   |       |
| 11                | Tatiana Cicanci      | Moldávia       | 12.31 (w: +1.4 m/s)   | 12.65 (w: +1.2 m/s)   | 12.40 w (w: +2.4 m/s) |                     |                     |                     | 12.65 (w: +1.2 m/s)   |       |
| 12                | Mégane Beaufour      | França         | x                     | -                     | -                     |                     |                     |                     | NM                    |       |

Legenda
| Recorde mundial       | Recorde mundial (World record)               |                       | Recorde africano                      | Recorde africano (African) |                                           | Q | Classificado por posição (Qualified) |
| Recorde do campeonato | Recorde do campeonato (Championship record)  | Recorde da América    | Recorde da América (Americas)         | q                          | Classificado por melhor tempo (Qualified) |   |                                      |
| Melhor marca do ano   | Melhor marca do ano (World leading)          | Recorde asiático      | Recorde asiático (Asian)              | DNS                        | Não largou (Did not start)                |   |                                      |
| Recorde nacional      | Recorde nacional (National record)           | Recorde europeu       | Recorde europeu (European)            | DNF                        | Não terminou (Did not finish)             |   |                                      |
| Recorde pessoal       | Recorde pessoal do atleta (Personal best)    | Recorde da Oceania    | Recorde da Oceania (Oceania)          | DSQ / DQ                   | Desclassificado (Disqualified)            |   |                                      |
| Recorde da temporada  | Recorde da temporada do atleta (Season best) | Recorde sul-americano | Recorde sul-americano (South America) | NM                         | Sem marca (No mark)                       |   |                                      |